# Leiopelma
Leiopelma es un género de anfibios anuros primitivos endémicos de Nueva Zelanda representado por siete especies, de las cuales tres se conocen solo por sus restos fósiles. es uno de los dos géneros que conforman el clado Leiopelmatidae y el único actual. Presentan cartílagos elongados en los músculos de la pared abdominal (característica única entre los anfibios modernos), nueve vértebras delante del sacro y un desarrollo directo de los huevos, con ausencia de un cuidado parental directo.

## Especies
Se reconocen las siguientes según ASW:
- Leiopelma archeyi Turbott, 1942
- Leiopelma hamiltoni McCulloch, 1919
- Leiopelma hochstetteri Fitzinger, 1861
- Leiopelma pakeka Bell, Daugherty & Hay, 1998

y tres especies extintas:
- †Leiopelma auroraensis Worthy, 1987
- †Leiopelma markhami Worthy, 1987
- †Leiopelma waitomoensis Worthy, 1987

## Taxonomía
El siguiente cladograma se basa en Worthy (1987):

|  | Leiopelma archeyi                                                        |
|  |                                                                          |
|  | \| \| Leiopelma pakeka \| \| \| \| \| \| Leiopelma hamiltoni \| \| \| \| |
|  |                                                                          |
|  | Leiopelma pakeka                                                         |
|  |                                                                          |
|  | Leiopelma hamiltoni                                                      |
|  |                                                                          |

|  | Leiopelma pakeka    |
|  |                     |
|  | Leiopelma hamiltoni |
|  |                     |

|  | Leiopelma archeyi                                                        |
|  |                                                                          |
|  | \| \| Leiopelma pakeka \| \| \| \| \| \| Leiopelma hamiltoni \| \| \| \| |
|  |                                                                          |
|  | Leiopelma pakeka                                                         |
|  |                                                                          |
|  | Leiopelma hamiltoni                                                      |
|  |                                                                          |

|  | Leiopelma pakeka    |
|  |                     |
|  | Leiopelma hamiltoni |
|  |                     |